# آرادئو
آرادئو (به ایتالیایی: Aradeo) یک کومونه در ایتالیا است که در استان لچه واقع شده‌است.

## خصوصیات
آرادئو ۸ کیلومترمربع مساحت و ۹٬۸۰۱ نفر جمعیت دارد و ۷۸ متر بالاتر از سطح دریا واقع شده‌است.